# Andrena principalis
Andrena principalis là một loài Hymenoptera trong họ Andrenidae. Loài này được LaBerge mô tả khoa học năm 1986.